# Vastrapur
Vastrapur è una suddivisione dell'India, classificata come census town, di 24.438 abitanti, situata nel distretto di Ahmedabad, nello stato federato del Gujarat. In base al numero di abitanti la città rientra nella classe III (da 20.000 a 49.999 persone).

## Geografia fisica
La città è situata a 23° 02' 10 N e 72° 31' 46 E.

## Società

### Evoluzione demografica
Al censimento del 2001 la popolazione di Vastrapur assommava a 24.438 persone, delle quali 12.852 maschi e 11.586 femmine. I bambini di età inferiore o uguale ai sei anni assommavano a 2.068, dei quali 1.214 maschi e 854 femmine. Infine, coloro che erano in grado di saper almeno leggere e scrivere erano 21.195, dei quali 11.441 maschi e 9.754 femmine.